# São Cosme, São Tomé e São Damião (Francisco Henriques)
São Cosme, São Tomé e São Damião é uma pintura a óleo sobre madeira de carvalho pintada cerca de 1508-11 pelo pintor de origem flamenga activo em Portugal no período do Manuelino Francisco Henriques para a Igreja de São Francisco (Évora) e que pertencendo ao espólio do Museu de Arte Antiga, em Lisboa, se encontra actualmente em exposição no Museu Nacional Frei Manuel do Cenáculo, em Évora.
A pintura São Cosme, São Tomé e São Damião representa três santos que se julga terem sido médicos, os irmãos Cosme e Damião e Tomé que estão identificados pelos caracteres góticos dourados inscritos no pavimento de mosaicos policromados.
A Igreja de S. Francisco pertencia ao Convento franciscano de Évora mas servia o Palácio Real que lhe estava adjacente sendo compreensível que a família real a quisesse dignificar dado que nela assistia a celebrações litúrgicas quando estava nesta cidade, o que foi frequente durante a segunda dinastia portuguesa. E foi assim que entre 1508 e 1512 Francisco Henriques se encarregou da decoração desta Igreja, que incluiu, para além do Políptico do Altar-mor, grandes painéis para as capelas laterais com diversas invocações tendo a pintura São Cosme, São Tomé e São Damião sido uma das obras dessa campanha.

## Descrição
No lado esquerdo está São Cosme que enverga um hábito vermelho, capa a meio corpo verde escura debruada de pele e gorro preto. Padroeiro juntamente com São Damião, o seu irmão gémeo, dos médicos, dos cirurgiões, farmacêuticos, barbeiros e ervanários, São Cosme segura nas mãos um rolo de papel e um frasco de vidro, possivelmente um vaso de farmácia, objecto que a par do estojo de cirurgião, da caixa de ungentos e de uma lanceta ou espátula, é um dos atributos dos dois santos.
São Tomé está no centro da composição com túnica amarela coberta por um amplo manto verde escuro, descalço e cabeça descoberta. Com a mão direita segura uma lança, o instrumento do seu martírio, e com a esquerda um livro dentro de um saco. São Damião está no lado direito também em hábito de físico, com uma túnica verde debruada a pele e, sobre esta, uma capa castanha com cabeção e punhos de arminho. Tem na mão esquerda o que poderá ser uma caixa de unguentos, enquanto na mão direita segura um livro aberto para o qual dirige o  olhar.
Muito interessante é o conjunto de objectos expostos numa prateleira de madeira instalada na parede do lado esquerdo do compartimento. Além de um castiçal dourado, um jarro de faiança e um frasco de vidro, encontram-se alguns livros em cuja encadernação é possível ler os nomes dos autores Boécio e Terêncio. Dagoberto Markl referiu que as representações seguem de uma forma geral a iconografia tradicional e que a prateleira que se vê neste painel evoca as dos painéis laterais do Tríptico da Anunciação de Aix (1445), cujo painel central se encontra no Rijksmuseum de Amsterdão, e os painel esquerdo com o profeta Isaías no Museu Boijmans Van Beuningen e o lateral direito com o profeta Jeremias nos Museus Reais de Belas-Artes da Bélgica.
Os três Santos estão representados num compartimento de pavimento policromado, em cuja parede existe uma porta em arco e sem portada visível que permite ver ao longe uma muralha com uma entrada também em arco  para lá da qual se vêem construções e, em plano intermédio, duas figuras femininas e uma criança.
Dos doze painéis que ornamentavam as capelas laterais da Igreja de São Francisco de Évora somente seis chegaram ao presente sendo São Cosme, São Tomé e São Damião um deles juntamente com Nossa Senhora das Neves (MNAA), Pentecostes (MNAA), O Profeta Daniel Julgando a Casta Susana (Museu Regional de Évora), Aparição de Cristo a Maria Madalena (MNAA) e Nossa Senhora da Graça com o Menino entre Santa Julita e São Querito (MNAA), todos eles marcados pela monumentalidade das figuras principais próximas do tamanho real.